# Jarménil
Cet article possède un paronyme, voir Jeanménil.
Jarménil est une commune française située dans le département des Vosges, en région Grand Est.
Ses habitants sont appelés les Chamérois, d'une forme ancienne du nom du village (Chaméry).

## Géographie

### Localisation
La commune est à 1,0 km de Pouxeux, 4,1 de Eloyes et Cheniménil et 4,2 de Arches.
Jarménil est située au confluent de la Vologne avec la Moselle.

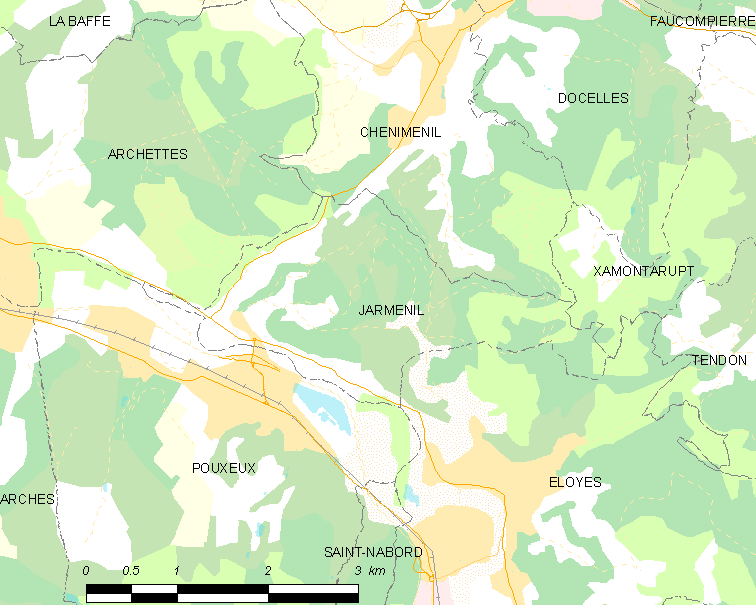
Situation géographique de Jarménil.

| Archettes | Cheniménil |             |
|           | Jarménil   | Xamontarupt |
| Pouxeux   |            | Éloyes      |

### Géologie et relief
Hydrogéologie et climatologie : Système d’information pour la gestion des eaux souterraines du bassin Rhin-Meuse :
Territoire communal : Occupation du sol (Corinne Land Cover); Cours d'eau (BD Carthage),
Géologie : Carte géologique; Coupes géologiques et techniques,
 Hydrogéologie : Masses d'eau souterraine; BD Lisa; Cartes piézométriques.
Forêt communale de Jarménil. 

### Hydrographie et les eaux souterraines
La commune est située dans le bassin versant du Rhin au sein du bassin Rhin-Meuse. Elle est drainée par la Moselle, la Vologne et le ruisseau du Ruxelier,.
La Moselle, d’une longueur totale de 560 kilomètres, dont 315 kilomètres en France, prend sa source dans le massif des Vosges au col de Bussang et se jette dans le Rhin à Coblence en Allemagne.
La Vologne prend sa source à plus de 1 240 mètres d'altitude, sur le domaine du jardin d'altitude du Haut-Chitelet, entre le Hohneck et le col de la Schlucht, et se jette dans la Moselle sur le territoire communal, à 358 m d'altitude,.
La qualité des eaux de baignade et des cours d’eau peut être consultée sur un site dédié géré par les agences de l’eau et l’Agence française pour la biodiversité.

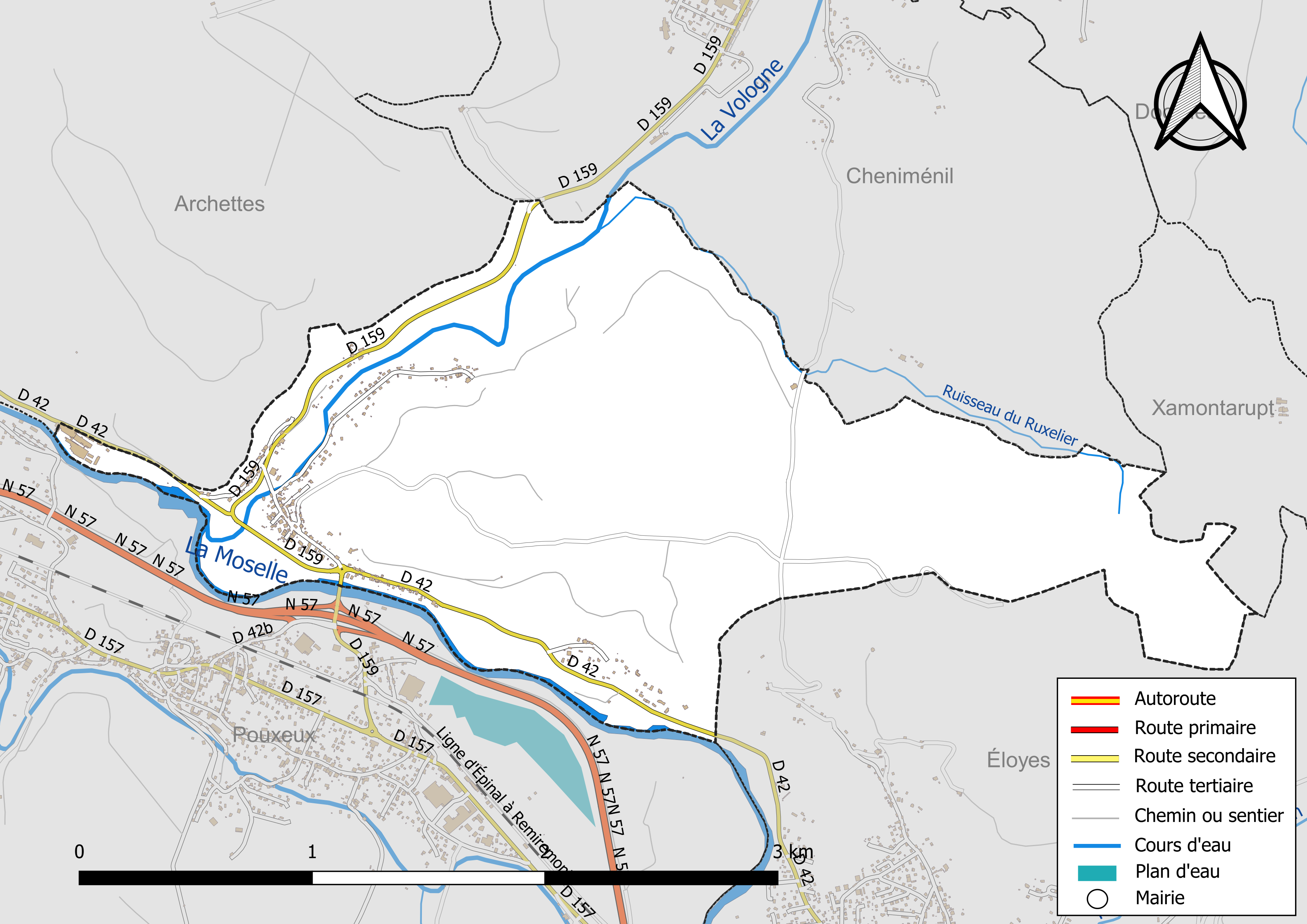
Réseaux hydrographique et routier de Jarménil.

### Climat
Pour des articles plus généraux, voir Climat du Grand Est et Climat des Vosges.
En 2010, le climat de la commune est de type climat de montagne, selon une étude du Centre national de la recherche scientifique s'appuyant sur une série de données couvrant la période 1971-2000. En 2020, Météo-France publie une typologie des climats de la France métropolitaine dans laquelle la commune est exposée à un climat semi-continental et est dans la région climatique  Vosges, caractérisée par une pluviométrie très élevée (1 500 à 2 000 mm/an) en toutes saisons et un hiver rude (moins de 1 °C). 
Pour la période 1971-2000, la température annuelle moyenne est de 9,6 °C, avec une amplitude thermique annuelle de 17 °C. Le cumul annuel moyen de précipitations est de 1 094 mm, avec 13 jours de précipitations en janvier et 10,6 jours en juillet. Pour la période 1991-2020, la température moyenne annuelle observée sur la station météorologique de Météo-France la plus proche, « Le Roulier_sapc », sur la commune du Roulier à 7 km à vol d'oiseau, est de 10,2 °C et le cumul annuel moyen de précipitations est de 1 000,2 mm. 
La température maximale relevée sur cette station est de 38,1 °C, atteinte le 25 juillet 2019 ; la température minimale est de −18,3 °C, atteinte le 20 décembre 2009,,. 
Les paramètres climatiques de la commune ont été estimés pour le milieu du siècle (2041-2070) selon différents scénarios d'émission de gaz à effet de serre à partir des nouvelles projections climatiques de référence DRIAS-2020. Ils sont consultables sur un site dédié publié par Météo-France en novembre 2022.

## Urbanisme

### Typologie
Au 1er janvier 2024, Jarménil est catégorisée commune rurale à habitat dispersé, selon la nouvelle grille communale de densité à sept niveaux définie par l'Insee en 2022.
Elle appartient à l'unité urbaine de Pouxeux, une agglomération intra-départementale regroupant deux  communes, dont elle est une commune de la banlieue,,. Par ailleurs la commune fait partie de l'aire d'attraction d'Épinal, dont elle est une commune de la couronne,. Cette aire, qui regroupe 118 communes, est catégorisée dans les aires de 50 000 à moins de 200 000 habitants,.

### Occupation des sols
L'occupation des sols de la commune, telle qu'elle ressort de la base de données européenne d’occupation biophysique des sols Corine Land Cover (CLC), est marquée par l'importance des forêts et milieux semi-naturels (72,8 % en 2018), une proportion sensiblement équivalente à celle de 1990 (73,1 %). La répartition détaillée en 2018 est la suivante : 
forêts (72,8 %), zones agricoles hétérogènes (14,7 %), prairies (11,4 %), zones urbanisées (1 %). L'évolution de l’occupation des sols de la commune et de ses infrastructures peut être observée sur les différentes représentations cartographiques du territoire : la carte de Cassini (XVIIIe siècle), la carte d'état-major (1820-1866) et les cartes ou photos aériennes de l'IGN pour la période actuelle (1950 à aujourd'hui).

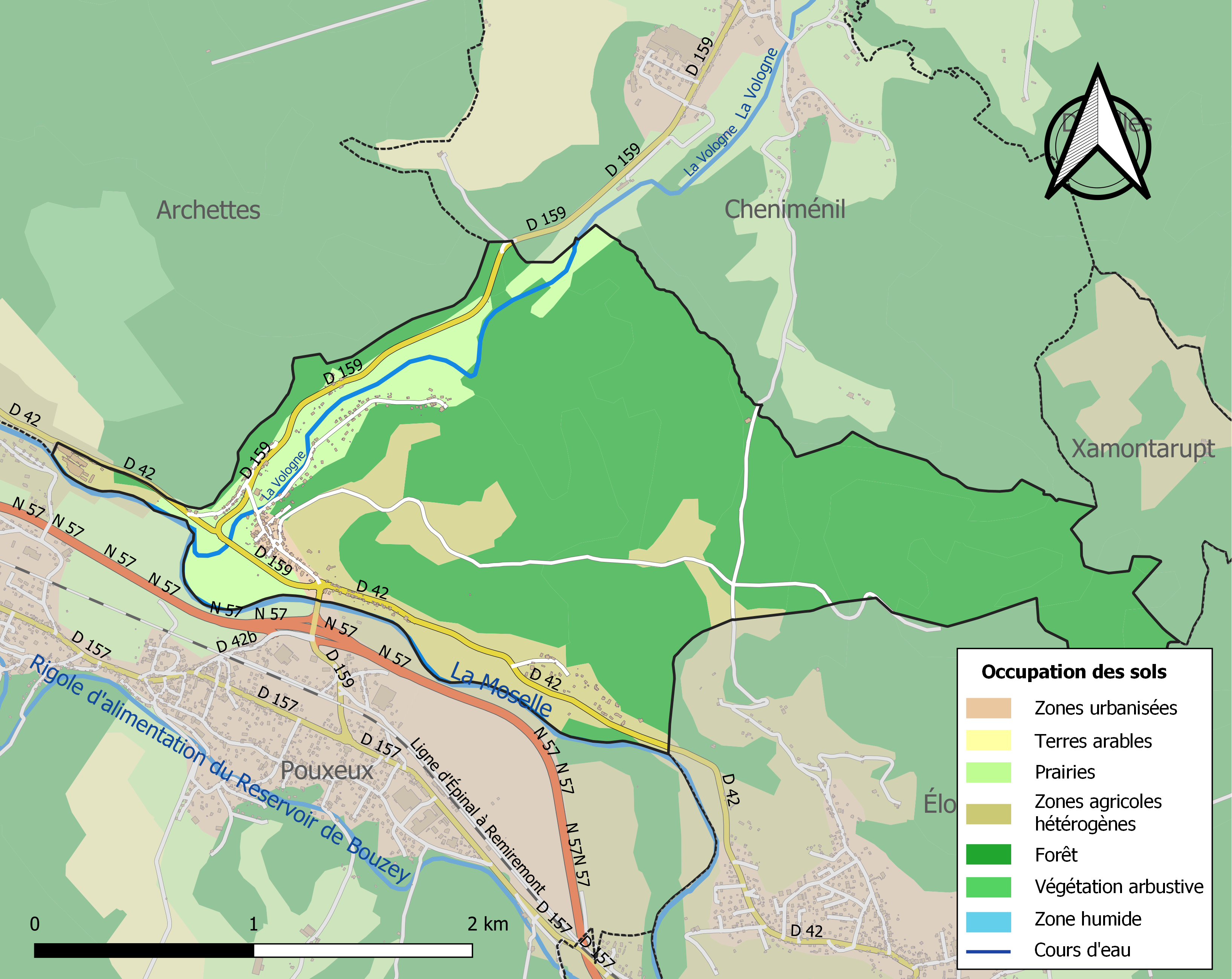
Carte des infrastructures et de l'occupation des sols de la commune en 2018 (CLC).

## Toponymie
Le nom de la localité est attesté sous les formes Geharmaingni, Geharmaingny, Geharmaingnil (1433) ; Jehairmennil (1435) ; Geharmesnil (1493) ; Jeharmesnil (1594) ; Jearmesnil (1615) ; « La Vologne… se jette dans la Moselle à Chamery au dessous de Remiremont » (1646) ; Xarmesnil (1656) ; Charmeni (XVIIe siècle) ; Jarménil (1751).

Jarménil, nom de personne germanique Gehardt  et mené (maison de famille du chef),.

## Histoire

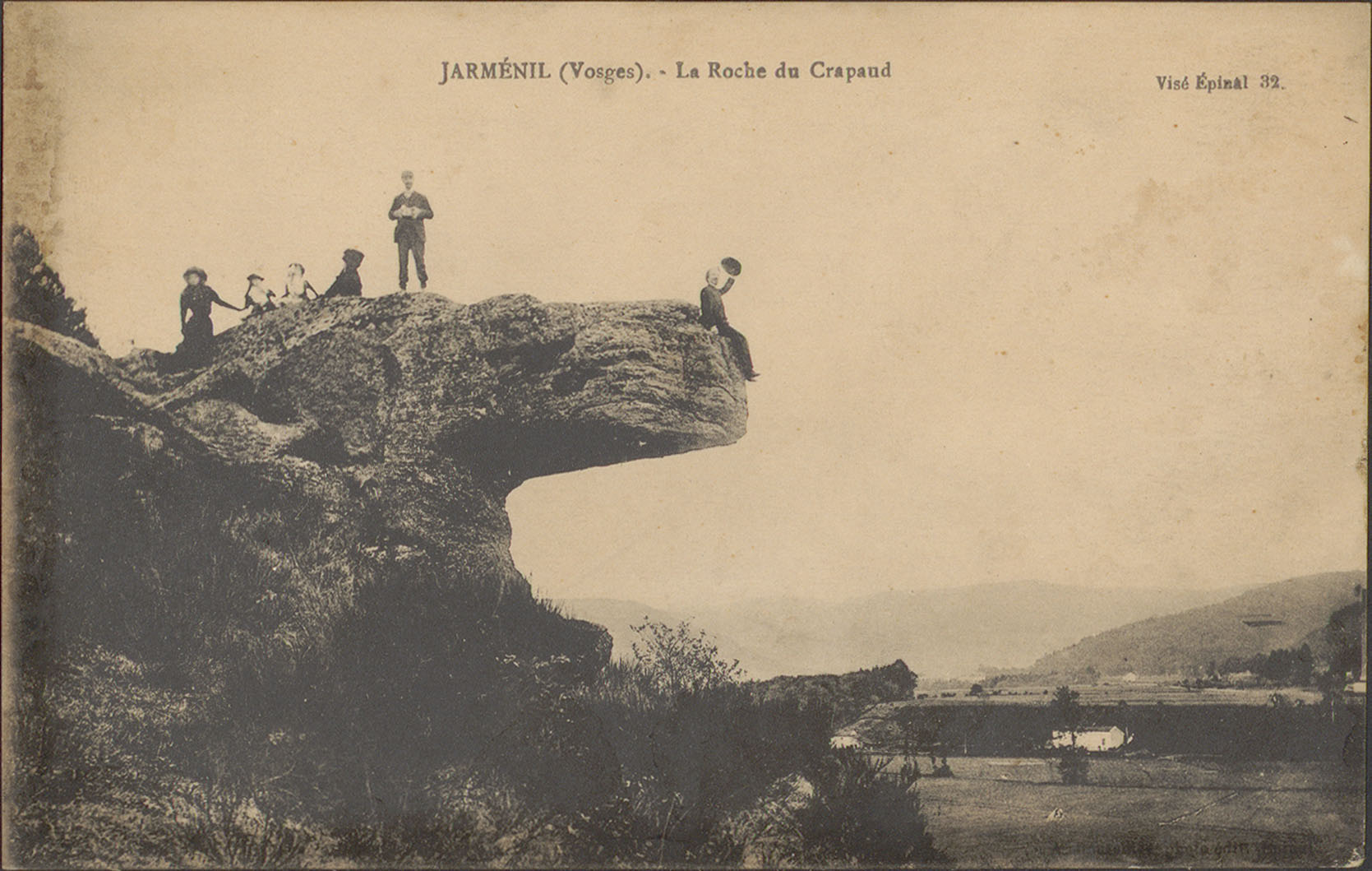
Carte postale ancienne montrant la roche du Crapaud à Jarménil.

Avant la Révolution, le village fait partie de la seigneurie de Jarménil (cette petite seigneurie comprenait le village actuel et une partie de celui de Mossoux).
Le premier recensement connu date de 1664. Il est donc postérieur à la guerre de Trente Ans qui a décimé la population de la Lorraine). Il s’agit en l'occurrence du rôle (la liste) des conduits (chefs de famille) qui payent l’aide de la Saint-Rémy (impôt qui doit être annuellement acquitté le 1er octobre, jour de la Saint-Rémy).
Cette aide était un impôt direct levé au moyen d’une taille, c'est-à-dire une répartition. À Jarménil, celle-ci est fixée, en 1664, à 30 francs à répartir sur tous les conduits. (ceux-ci étant alors douze et la population totale de l’ordre de cinquante habitants).
En 1698 à l'occasion d'un nouveau recensement, Jarménil compte 109 bouches 109 habitants soit le double du recensement de 1664). À cette époque, les seigneurs mettaient à disposition de leurs sujets des installations indispensables à la communauté (moulins en particulier) moyennant finance. Ils accordaient également des droits de chasse et de pêche.
«  
Les habitants doivent à chacun des deux co-seigneurs une taille ordinaire (l’impôt) qui vaut 6 francs et 8 gros payée en 2 termes (à la Saint-Georges pour 3 francs et 4 gros et à la Saint-Remy autant), les seigneurs perçoivent les hautes moyennes et basses amendes, confiscations et toutes sortes de cens en grains, poules, chapons et deniers. Les seigneurs ont droit de haute, moyenne et basse justice, droit de mainmorte, de troupeau et de messagerie. Il existe aussi un droit de pêche dans la rivière de Vologne et dans toute l’étendue de la seigneurie pour 2 francs pescheurs qui ont pouvoir à tous les 4 temps de l’année de parcourir la dite rivière en peschant jusqu’au-dessous de Bruyères sans aucune rétribution qu’au seul seigneur qui leur a établi un droit pour entretenir 2 nassiers à prendre des poissons toute l’année dans la rivière de Moselle. »
En 1688, l’abbé de Chaumousey Antoine de Lenoncourt possédait les deux quarts et demi de la Seigneurie de Jarménil et l’autre quart et demi restant de la seigneurie passera vers 1690, des mains des héritiers de Jean Claude de Bay  à Jean-François Humbert, comte de Girecourt.

## Politique et administration

### Budget et fiscalité 2022

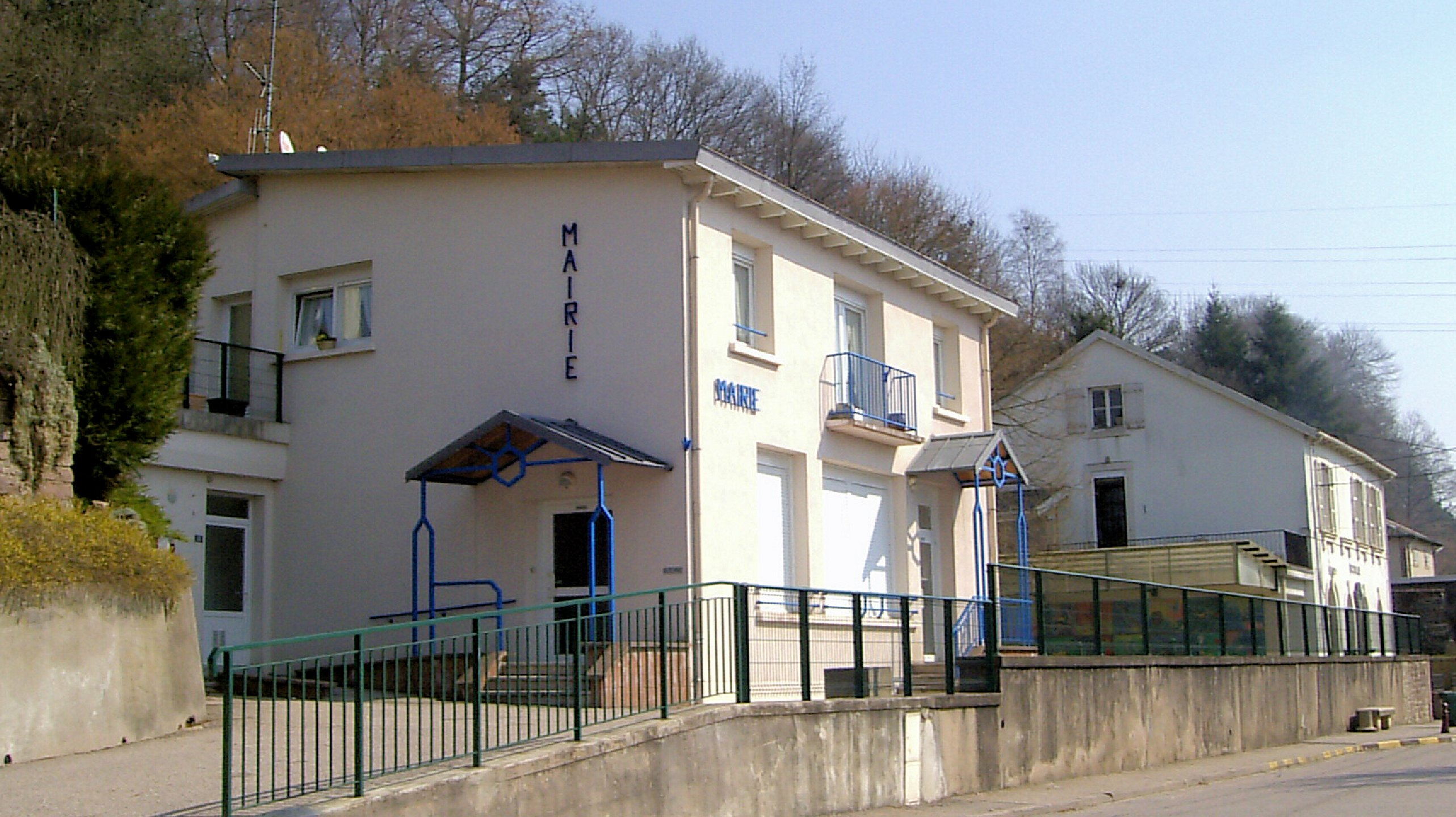
Mairie-école.

En 2022, le budget de la commune était constitué ainsi :
- total des produits de fonctionnement : 278 000 €, soit 575 € par habitant ;
- total des charges de fonctionnement : 287 000 €, soit 594 €  par habitant ;
- total des ressources d’investissement : 45 000 €, soit 93 € par habitant ;
- total des emplois d’investissement : 146 000 €, soit 303 € par habitant.
- endettement : 398 000 €, soit 823 € par habitant.

Avec les taux de fiscalité suivants :
- taxe d’habitation : 6,99 % ;
- taxe foncière sur les propriétés bâties : 41,86 % ;
- taxe foncière sur les propriétés non bâties : 21,51 % ;
- taxe additionnelle à la taxe foncière sur les propriétés non bâties : 0,00 % ;
- Cotisation foncière des entreprises : 0,00 %.

Chiffres clés Revenus et pauvreté des ménages en 2021 : médiane en 2021 du revenu disponible, par unité de consommation : 21 850 €.

### Liste des maires
| Période                                  | Période                       | Identité                   | Étiquette    | Qualité |
| ---------------------------------------- | ----------------------------- | -------------------------- | ------------ | --- |
| Les données manquantes sont à compléter. |                               |                            |              | |
| 1867                                     | 1870                          | Melchior Alcide Febvrel    | Conservateur | Maître de forges, agriculteur et propriétaire à Saint-Nabord Ancien député des Vosges (1849 → 1852) Conseiller général de Plombières-les-Bains (1848 → 1852) Président du conseil général des Vosges (1848 → 1849) |
| ?                                        | ?                             | Père de Jean-Baptiste Amet |              | Propriétaire agricole |
| ?                                        | ?                             | Jean-Baptiste Amet         |              | Propriétaire agricole |
| ?                                        | ?                             | Antoine Amet               |              | Conseiller d'arrondissement |
| Les données manquantes sont à compléter. |                               |                            |              | |
| ?                                        | mars 2001                     | Jean-Pierre Balland        |              | |
| mars 2001                                | mars 2008                     | Michèle Robin              |              | |
| mars 2008                                | janvier 2020 (décès)          | André Huc (1934-2020)      |              | Entrepreneur (location de chapiteaux) |
| janvier 2020                             | En cours (au 19 janvier 2021) | Dominique Pagelot          | SE           | Retraité |

## Population et société

### Démographie

#### Évolution démographique
L'évolution du nombre d'habitants est connue à travers les recensements de la population effectués dans la commune depuis 1793. Pour les communes de moins de 10 000 habitants, une enquête de recensement portant sur toute la population est réalisée tous les cinq ans, les populations de référence des années intermédiaires étant quant à elles estimées par interpolation ou extrapolation. Pour la commune, le premier recensement exhaustif entrant dans le cadre du nouveau dispositif a été réalisé en 2007.

En 2022, la commune comptait 437 habitants, en évolution de −6,02 % par rapport à 2016 (Vosges : −2,96 %, France hors Mayotte : +2,11 %).
| 1793 | 1800 | 1806 | 1821 | 1831 | 1836 | 1841 | 1846 | 1856 |
| ---- | ---- | ---- | ---- | ---- | ---- | ---- | ---- | ---- |
| 208  | 377  | 369  | 443  | 482  | 522  | 518  | 522  | 613  |

| 1861 | 1866 | 1876 | 1881 | 1886 | 1891 | 1896 | 1901 | 1906 |
| ---- | ---- | ---- | ---- | ---- | ---- | ---- | ---- | ---- |
| 600  | 600  | 623  | 553  | 564  | 600  | 526  | 522  | 466  |

| 1911 | 1921 | 1926 | 1931 | 1936 | 1946 | 1954 | 1962 | 1968 |
| ---- | ---- | ---- | ---- | ---- | ---- | ---- | ---- | ---- |
| 467  | 454  | 458  | 446  | 388  | 334  | 387  | 356  | 362  |

| 1975 | 1982 | 1990 | 1999 | 2006 | 2007 | 2012 | 2017 | 2022 |
| ---- | ---- | ---- | ---- | ---- | ---- | ---- | ---- | ---- |
| 353  | 355  | 342  | 423  | 425  | 425  | 439  | 474  | 437  |

### Enseignement
Établissements d'enseignements :
- Écoles maternelles et primaires à Pouxeux, Cheniménil, Éloyes, Docelles, Archettes.
- Collèges à Éloyes, Remiremont, Le Tholy.
- Lycées à La Baffe, Remiremont.

### Santé
Professionnels et établissements de santé :
- Médecins à Pouxeux, Arches, Archettes, Éloyes.
- Pharmacies à Pouxeux, Arches, Éloyes, Docelles.
- L'hôpital le plus proche est le centre hospitalier Émile-Durkheim situé dans la ville voisine d'Épinal.
- Centre hospitalier Beatrix de Lorraine de Remiremont.

### Cultes
- Culte catholique, Paroisse "Notre Dame des Chênes"[37], Diocèse de Saint-Dié[38].

## Économie

### Entreprises et commerces

#### Agriculture
- Élevage de chevaux et d'autres équidés[39].
- Élevage d'autres animaux.

#### Tourisme
- Hébergements et restauration à Pouxeux, Cheniménil, Archettes, Saint-Nabord, Docelles, La Baffe, Épinal.

#### Commerces
- Commerces et services de proximité.

## Culture locale et patrimoine

### Lieux, monuments, patrimoine mobilier
- Il n’y a pas d’église et les habitants dépendaient de la paroisse de Pouxeux, dédiée à Saint Gorgon et Saint Nabord ; elle-même annexe d’Éloyes, doyenné de Remiremont, Diocèse de Toul puis de Saint-Dié[40].
- Vue prise vis-à-vis du pont de Jarménil par Marc Jean-Antoine (dessinateur) (1774-1845)[41], au Musée Charles de Bruyères[42].
- Monument commémoratif :

Plaque commémorative faisant office de monument aux morts sur le mur de l'école communale.
Patrimoine naturel :
- La tête du chien[44],[45].

Roche de la Beuche-nos-Pierres.
- Saut du Brot", "Saut du Broc" ou encore "Broc de la Saulx"[47],[48].

### Personnalités liées à la commune
- Camille Amet,(1870-1934), député, y est né.
- Jean Baptiste Laurent[49].

### Héraldique, logotype et devise
Armes inconnues.

## Pour approfondir